# Tour der italienischen Rugby-Union-Nationalmannschaft nach Neuseeland 2002
| Tour der Italiener nach Neuseeland 2002 | Tour der Italiener nach Neuseeland 2002 | Tour der Italiener nach Neuseeland 2002 | Tour der Italiener nach Neuseeland 2002 | Tour der Italiener nach Neuseeland 2002 |
| Übersicht                               | S                                       | G                                       | U                                       | N                                       |
| --------------------------------------- | --------------------------------------- | --------------------------------------- | --------------------------------------- | --------------------------------------- |
| Test Matches                            | 1                                       | 0                                       | 0                                       | 1                                       |
| Sonstige Spiele                         | 2                                       | 1                                       | 1                                       | 0                                       |
| Gesamt                                  | 3                                       | 1                                       | 1                                       | 1                                       |
|                                         |                                         |                                         |                                         |                                         |
| Neuseeland                              | 1                                       | 0                                       | 0                                       | 1                                       |

Die Tour der italienischen Rugby-Union-Nationalmannschaft nach Neuseeland 2002 umfasste eine Reihe von Freundschaftsspielen der italienischen Rugby-Union-Nationalmannschaft. Sie reiste Ende Mai und Anfang Juni 2002 durch Neuseeland, wobei sie während dieser Zeit drei Spiele bestritt. Darunter war ein Test Match gegen die neuseeländische Nationalmannschaft, das verloren ging. Hinzu kamen zwei Spiele gegen Auswahlteams, bei denen ein Sieg und ein Unentschieden resultierten.
Es handelte sich um die letzte Tour der Italiener im traditionellen Sinne; an ihre Stelle traten die Mid-year Internationals und End-of-year Internationals.

## Spielplan
- Hintergrundfarbe grün = Sieg
- Hintergrundfarbe gelb = Unentschieden
- Hintergrundfarbe rot = Niederlage

(Test Matches sind grau unterlegt; Ergebnisse aus der Sicht Italiens)
| # | Datum         | Gegner                    | Ort              | Stadion          | Ergebnis |
| - | ------------- | ------------------------- | ---------------- | ---------------- | -------- |
| 1 | 28. Mai 2002  | Manawatu Rugby Union      | Palmerston North | Showgrounds Oval | 37:15    |
| 2 | 02. Juni 2002 | New Zealand Divisional XV | Taupō            | Owen Delany Park | 35:35    |
| 3 | 08. Juni 2002 | Neuseeland                | Hamilton         | Waikato Stadium  | 10:64    |

## Test Matches
| 8. Juni 2002 | Neuseeland | 64 : 10        | Italien                                                  | Waikato Stadium, Hamilton Zuschauer: 26.000 Schiedsrichter: Nigel Williams (Wales) |
| 8. Juni 2002 | Versuche: Cullen Hewett Kelleher Lomu McDonnell Meeuws Ralph (3) Erhöhungen: Mehrtens (8) Straftritte: Mehrtens | (24:3) Bericht | Versuche: Bortolami Erhöhungen: Peens Straftritte: Peens | Waikato Stadium, Hamilton Zuschauer: 26.000 Schiedsrichter: Nigel Williams (Wales) |

Aufstellungen:
- Neuseeland: Christian Cullen, Daryl Gibson, Marty Holah, Doug Howlett, Byron Kelleher, Simon Maling, Norman Maxwell, Joe McDonnell, Kees Meeuws, Andrew Mehrtens, Caleb Ralph, Taine Randell, Mark Robinson, Reuben Thorne , Tom Willis 
 Auswechselspieler: Mark Hammett, Dave Hewett, Jonah Lomu, Aaron Mauger
- Italien: Marco Bortolami , Denis Dallan, Andrea De Rossi, Gianluca Faliva, Mark Giacheri, Ramiro Martínez, Matteo Mazzantini, Francesco Mazzariol, Nicola Mazzucato, Andrea Moretti, Sergio Parisse, Gert Peens, Aaron Persico, Giovanni Raineri, Cristian Zanoletti 
 Auswechselspieler: Matteo Barbini, Mauro Bergamasco, Martin Castrogiovanni, Santiago Dellapè, Walter Pozzebon, Juan Manuel Queirolo, Stefano Saviozzi